# Tadeusz Jarzębowski
Tadeusz Jarzębowski (ur. 29 października 1927 w Kołomyi, zm. 15 października 2005) – polski astronom i podróżnik.

## Życiorys
Studia ukończył w 1951 był jednym z pierwszych powojennych absolwentów astronomii na Uniwersytecie Wrocławskim. Długoletni pracownik Obserwatorium Astronomicznego Uniwersytetu Wrocławskiego (w latach 1984–1987 dyrektor tej placówki). Znakomity wykładowca i popularyzator. W roku 2003 odznaczony medalem im. prof. Włodzimierza Zonna. Aktywny członek Polskiego Towarzystwa Astronomicznego i Międzynarodowej Unii Astronomicznej. Pionier fotometrii fotoelektrycznej gwiazd w Polsce, w latach 50. odkrył zmienność blasku gwiazd magnetycznych. Autor prac: „O zjawiskach niebieskich” i „Wszechświat i jego zagadki”.
Pochowany 22 października 2005 roku na Cmentarzu Osobowickim we Wrocławiu (Pole: 143 Grób: 247 Rząd: 12 od pola 144)